# Sull'onda del successo
Sull'onda del successo è un album raccolta, pubblicato su vinile a 33 giri nel 1969 dalla CGD.
Esso ebbe un discreto successo di vendite, risultando essere il 25º album più venduto in Italia di quell'anno.
La raccolta non è mai stata ripubblicata su CD.

## Tracce

### Lato A
1. Caterina Caselli, Tutto da rifare
2. Mario Tessuto, Lisa dagli occhi blu
3. Françoise Hardy, Il pretesto
4. Ricchi e Poveri, Si fa chiara la notte
5. Niemen, Io senza lei
6. Riccardo Del Turco, Il compleanno

### Lato B
1. Gigliola Cinquetti, Il treno dell'amore
2. Sergio Leonardi, Arrivederci a forse mai
3. Roberto Carlos, Io ti amo ti amo ti amo
4. Massimo Ranieri, Rose rosse
5. France Gall, Il mio amore è una ruota
6. Marisa Sannia, La compagnia